# A Lego Ninjago: A Spinjitzu mesterei – Az ősök napja szereplőinek listája
Ez a cikk a Lego Ninjago: A Spinjitzu mesterei – Az ősök napja című film szereplőit részletezi.

## Jók
- Kai Smith – A piros nindzsa, a tűz nindzsája. A filmben ő jelent meg először. Kai járműve az ultra lopakodó támadó része. A múzeumban visszatekintet a gonosztevőkre ő és Nya visszamentek a műhelyhez emlékezni a szüleikre, amikor megjelent Chen és harcosai, de Kai és Nya legyőzték őket.

Eredeti hangja Vincent Tong. Magyar hangja Markovics Tamás.
- Jay Walker – A kék nindzsa, a villámlás nindzsája. Jay a sivatagban majd nem össze ütközött Cole-al. Jay járműve az ultra lopakodó támadó része. Jay visszament a roncstelepre emlékezni a nagyszüleikre amikor megjelent Samukai és két csontváz, de Jay Ronin segítségével legyőzte őket

Eredeti hangja Michael Adamthwaite. Magyar hangja Moser Károly.
- Zane Julien – A fehér – később a Titánium – nindzsa, a jég nindzsája. Zane A legokosabb nindroid. Zane járműve a titán nindzsa nyüvő. Zane visszament az erdőbe az apja rejtekéhez, emlékezni az apjára, amikor megjelent Cryptor és 3 nindroid, de Zane legyőzi őket.

Eredeti hangja Brent Miller. Magyar hangja Széles Tamás.
- Cole Bucket – A fekete nindzsa, a föld nindzsája. Yang templomában szellemmé változik. Azóta hozzászokott a szellemléthez, Cole majdnem összeütközött Jay-jel. Cole járműve a sziklajáró. Cole a múzeumban meglátta Yang festményét, hozzáért a Yin-pengéhez, és kezdett elhalványulni. A többiek nem látták őt. Cole elment Yang templomába a Yin-pengével, de Yang tőrbe csalta. Cole-t elfogják a tanítványai, ám ő legyőzi a tanítványokat. Cole visszaváltozik emberré és most már a többiek figyelnek rá.

Eredeti hangja Kirby Morrow. Magyar hangja Szvetlov Balázs.
- Lloyd Montgomery Garmadon – Garmadon fia, Lloyd a Csapat vezetője. Járműve az ultra lopakodó támadó része. Az anyjával elment az Ősök Folyosójához emlékezni az apjára, Garmadonra, amikor megjelent Pythor. Lloyd legyőzi őt.

Eredeti hangja Jillian Michaels. Magyar hangja Baradlay Viktor.
- Nya Smith – Kai bátor húga. Nya járműve az ultralopakodó támadó része. Ő és Kai visszamentek a műhelyhez emlékezni a szüleikre, amikor megjelent Chen és harcosai, de Kai és Nya legyőzték őket.

Eredeti hangja Kelly Metzger. Magyar hangja Molnár Ilona.
- Wu Sensei – A nindzsák mestere. Ő visszament a kolostorba emlékezni az apjára, az Eslső Spinjitzu Mesterre, amikor megjelent Morro. De Morro nem akart harcolni Wu-val.

Eredeti hangja Paul Dobson. Magyar hangja Várday Zoltán.
- Misako – Lloyd anyja és Garmadon felesége. Ő és Lloyd elmentek az Ősök Folyosójához, emlékezni Garmadonra, amikor megjelent Pythor. De Lloyd legyőzi Pythort.

Eredeti hangja Kathleen Barr Magyar hangja Menszátor Magdolna
- P.I.X.A.L. – Mióta Zane magába építette őt, azóta segít neki

Eredeti hangja Jennifer Hayward. Magyar hangja Ősi Ildikó.
- Dareth Nagyszenszei – Dareth rendezte az Eltávozottak Napjára a műsort, amikor megjelent Kozu. Ő és harcosai bekergették Dareth-et a múzeumba, ahol Dareth megtalálta a sisakot amivel irányította a kősereget.

Eredeti hangja Alan Marriott. Magyar hangja Előd Álmos.
- Ronan – Ronan elment segíteni Jay-nek legyőzni Samukai-t, és a két csontvázat. Ronan épített egy robotot, aminek a neve M.E.C. mentő.

Eredeti hangja Brian Dobson. Magyar hangja Szabó Sipos Barnabás.
- Dr. Saundres –A Ninjago Történeti Múzeum alapítója. Ő építette gonosztevők szobrait.

Eredeti hangja Michael Daingerfield. Magyar hangja Pálfai Péter

### Családtagok
- Ed – Jay apja. A feleségét, Ednát Samukai elrabolta, de később elengedte Jay-t a többi nindzsához.

Eredeti hangja Colin Murdock. Magyar hangja Csuha Lajos.
- Edna – Jay anyja, Samukai elrabolta a roncstelepen. Aztán eldobja őt, de később elengedte Jay-t a többi nindzsához.

Eredeti hangja Jillian Michaels. Magyar hangja Andresz Kati.
- Lou Bucket – Cole édesapja, hiányzott neki. A társaival énekeltek az Eltávozottak Napján, de miután Cole visszaváltozott emberré, együtt voltak és nem hiányzott már Cole-nak.

Eredeti hangja Kirby Morrow. Magyar hangja Vári Attila.
- Ray – Kai és Nya apja, csak képen látjuk őt.

- Maya – Kai és Nya anyja, őt is csak képen látjuk.

- Dr. Julien – Zane apja, Zane megépíti a szobrát de Cryptor lerombolja.

- Az első Spinjitzu mester – Wu és Garmdon apja, Llyod nagyapja, csak képen látjuk.

- Garmadon – Wu Bátya és Lloyd apja. Van egy szobra az Ősök Folyosóján.

## Gonoszak
- Sensei Yang – A holdfogyatkozás idején kiszabadította Samukait, Pythort, Kozut, Cryptort, Chent és Morrot. A templomában a tanítványai elfogták Cole-t, de Cole legyőzte őt a holdfogyatkozás végén. Cole és a tanítványai visszaváltoztak emberré ő pedig szellem maradt.

Eredeti hangja Michael Donovan. Magyar hangja Rosta Sándor
- Samukai – A holdfogyatkozás idején kiszabadult, hogy legyőzze Jay-t. Elment a roncstelepre Chopoval és Krazival. El rabolta Ednát, ezért Jay elkezdett harcolni vele. Jay meghekkelte a mágnest, ami ráesett Samukaira és megsemmisült a két csontvázzal együtt.

Eredeti hangja Michael Kopsa. Magyar hangja Törköly Levente
- Pythor – A holdfogyatkozás idején visszatért, hogy legyőzze Lloyd-ot. Pythor betört a Ninjago Történeti Múzeumba. Elment az Ősök Folyosójához, és Lloyd harcolni kezdett vele, de Pythor leugrott az egyik kő szoborról.

Eredeti hangja Michael Dobson. Magyar hangja Kerekes József
- Kozu Tábornok – Kiszabadult a holdfogyatkozás idején, hogy legyőzze Dareth-et. Elment a Múzeum előtti térre. Ő és a harcosai bekergette Dareth-et a Múzeumba, de Dareth megtalálta a sisakot, amivel irányította a kőhadsereget. Kozu és a kőharcosok megsemmisültek.

Eredeti hangja Paul Dobson. Magyar hangja Bognár Tamás
- Cryptor – Kiszabadult a holdfogyatkozás alatt hogy legyőzze Zane-t. Elment az erdőbe és három nindroid harcossal. De Zane legyőzte és megsemmisült, a nindroidokkal együtt.

Eredeti hangja Richard Newman. Magyar hangja Faragó András
- Chen mester – Kiszabadult a holdfogyatkozás alatt, hogy legyőzze Kai-t és Nya-t. Lesz egy T-Rex robotja. Elmegy a harcosaival a kovácsműhelyhez, de Kai és Nya legyőzik. A T-Rex robotjának rakétája visszafordul és megsemmisíti őt és a harcosait is.

Eredeti hangja Ian James Corlett. Magyar hangja Barbinek Péter
- Morro – Kiszabadult a holdfogyatkozás alatt hogy legyőzze a Wu-t. Elment Wu kolostorához, ahol emberként tanult. Elmondta Wu-nak Yang tervét, és később átállt a ninjákhoz. Morro visszaváltozott szoborrá.

Eredeti hangja Michael Dobson. Magyar hangja Dolmány Attila

## Szinkronhangok összesítése
- Lloyd Mongomery Garmadon – Baradlay Viktor
- Kai Smith – Markovics Tamás
- Jay Walker – Moser Károly
- Cole Bucket – Szvetlov Balázs
- Zane – Széles Tamás
- Wu – Várday Zoltán
- Misako – Menszátor Magdolna
- Dareth – Előd Álmos
- Ronin – Szabó Sipos Barnabás
- Ed Walker – Csuha Lajos
- Edna Walker – Andresz Kati
- Mr. Lou – Vári Attila
- Énekesek – Szabó Máté (1.hang)
- P.I.X.A.L. – Ősi Ildikó
- Dr. Saunders – Pálfai Péter
- Samukai – Törköly Levente
- Pythor – Kerekes József
- Kozu tábornok – Bognár Tamás (színművész)
- Kőharcosok – Bognár Tamás
- Cryptor tábornok – Faragó András
- Nidnroidok – Joó Gábor
- Chen mester – Barbinek Péter
- Anacondrai harcosok - ?
- Morro – Dolmány Attila
- Sensei Yang – Rosta Sándor
- Sensei Yang tanítványai - ? (1. hang) ? (2. hang)

## Helyszínek
- Sivatag
- New Ninjago City
- Ninjago Történeti Múzeum
- Kovácsműhely
- Ócskavastelep
- Nyírfa erdő
- Monostor
- Az Ősök Folyosója
- Az Airjitzu temploma